# مرکز مشارکت سیاسی غیر حزبی
مرکز مشارکت سیاسی غیرحزبی (به انگلیسی: Bipartisan Policy Center)en:Bipartisan Policy Center، یک اندیشکده در «واشینگتن دی سی» است. هدف این اندیشکده ایجاد امکان همکاری سیاسی، بین اعضای همه احزاب ایالات متحده آمریکا، به‌خصوص دو حزب برتر، یعنی احزاب جمهوری‌خواه و دمکرات است. بنیان‌گذاران این مرکز، سناتورهای سابق مجلس سنای آمریکا بودند.این مرکز در ماه مارس ۲۰۰۷ میلادی به‌طور رسمی شروع به فعالیت کرد تا با اتکاء به برنامه‌ها ی هر دو حزب به بررسی موضوعاتی مانند بهداشت، انرژی، امنیت ملی، اقتصاد، مسکن، مهاجرت و دیگر مسائل مهم، سراسری و زیر ساختی، به دور از تعصبات حزبی بپردازد.
- هر هفته، توسط یک گزارش صوتی، نکات برجستهٔ فعالیتهای این مرکز منتشر می‌شوند.

سیاست غیر حزبی: «Bipartisanship» از نظر لغوی بمعنی «دو حزبی» بوده، اما به آن غیر حزبی نیز می‌گویند. در زبان فارسی، اصطلاح «سیاست غیر حزبی»، احتمالاً ساده‌تر، مفهوم شده و ایجاد ابهام نمی‌کند. منظور از سیاست غیر حزبی، وضعیتی است که در یک ساختار حکومت چند حزبی، به‌ویژه ایالات متحده آمریکا، احزاب مخالف، با سابقه تشکیل دولت، در بررسی موضوعات زیربنایی، تعصبات حزبی را کنار گذاشته و با نگاه به منافع کلی کشور، همکاری کنند.